# حشره‌خوار آیزنتروت
 حشره‌خوار آیزنتروت (نام علمی: Crocidura eisentrauti) نام یک گونه از سرده حشره‌خوارهای دندان‌سفید است.